# جوناثان كيلرمان
جوناثان كيلرمان (بالإنجليزية: Jonathan Kellerman)‏ (9 أغسطس 1949، نيويورك في الولايات المتحدة)؛ كاتب، عالم نفس وروائي أمريكي.

## روابط خارجية
- جوناثان كيلرمان على موقع IMDb (الإنجليزية)